# John Congleton
John Congleton (Lubbock, 5 aprile 1977) è un produttore discografico e musicista statunitense. 
Membro dei The Paper Chase, è anche sound engineer e ideatore di un progetto musicale chiamato The Nighty Nite, nonché autore televisivo.

## Principali artisti con cui ha lavorato da produttore
- Modest Mouse
- The Polyphonic Spree
- Joanna Newsom
- Clap Your Hands Say Yeah
- Okkervil River
- David Byrne
- Astronautalis
- Bill Callahan/Smog
- Xiu Xiu
- St. Vincent
- R. Kelly
- The Mountains Goats
- Explosions in the Sky
- The Octopus Project
- Erykah Badu
- The Roots
- Chairlift
- Marilyn Manson
- John Grant
- Elvis Perkins
- Jens Lekman
- Bono
- Black Mountain
- Logh
- Sybris
- John Vanderslice
- Antony and the Johnsons
- MC Breed
- Anna Calvi
- Angel Olsen
- The New Pornographers
- Port O'Brien
- Shearwater
- Pattern is Movement
- Pompeii
- Disappears
- Lightning Dust
- The Thermals
- Cloud Nothings
- The Walkmen
- Swans
- Amanda Palmer
- Sarah Jaffe
- Blood Red Shoes
- Swan Lake
- Wye Oak